# Schizostachyum arunachalensis
Schizostachyum arunachalensis là một loài thực vật có hoa trong họ Hòa thảo. Loài này được H.B.Naithani miêu tả khoa học đầu tiên năm 1992.